# Ford V8
A Ford V8 összefoglaló név egy két tengelyes teherautó- és személygépkocsi családot takarja, melynek Ford BB alapkivitelét és a később abból továbbfejlesztett tehergépkocsikat jelenti. Ezek változatait többek között a német haderő és a Honvédség is használta a második világháborúban. Az 1932 után kialakított 2,5 tonnás tehergépkocsik rendkívül sikeres családjának különböző változatait 18 országban egészen 1951-ig gyártották. Sikerességüket és megbízhatóságukat mutatja, hogy gyakorlatilag az összes hadviselő nemzet használta őket a 2. világháborúban. Hazánkban 1938 és 1945 között az egyik legelterjedtebb gépkocsicsaládot alkották a B és BB modellek különböző változatai. Megbízhatóságuk révén végig szolgálták a háborúban a honvédeket, korabeli ismertségüket mutatja, hogy a „marmonkanna” kifejezés eredete e tehergépkocsira vezethető vissza.

## Előzmények
A Ford AA teherautó sikereire alapozva a gyár a B modell bázisán kialakította 1932-ben a Ford BB teherautót. A járművet eleinte 4, majd 6 hengeres motorral kínálták a piacon, de 1935 után az ikonikussá vált V8 "flathead" erőforrással készült 75, 85, 90 és 95 lóerős változatokban. A flathead kifejezés a motor szelepmechanizmusára utal, amelyben a szelepek a hengerek mellett elhelyezett lapos üregekben találhatóak, nem a hengerfejek fölötti vezérműrendszerben. A járműveket többször áttervezték az évek folyamán, a sorozatgyártás megkönnyítése, az esztétikai megjelenés javítása és a megbízhatóság fokozására. Mivel a nagy szériában gyártott Ford AA teherautó és B személygépkocsi bázisán került kialakításra, egy rendkívül kiforrott, nagyon strapabíró és mégis olcsó jármű volt. Megbízhatóságát jól mutatja, hogy máig sok ezer B és BB jármű áll használatban mivel kedvelt az old-timer autók rajongói között.
1932 és 1951 között az USA-n kívül 17 további országban került gyártásra, többek között Németországban, Britanniában és a Szovjetunióban is. Az egyes licence gyártók saját elképzeléseik szerint sokféle módosított változatot alakítottak ki a helyi piacok igényeihez igazodva, így valójában egy rendkívül sok altípust összefoglaló személy- és tehergépkocsi családról beszélhetünk. Az amerikai piacon a Model 1937, Európában a kölni Ford 77-81 volt a típus következő továbbfejlesztése. Fontos kiemelni, hogy 1935 után számos licence-gyártó saját megnevezési terminológiát használt, így az eltérő forrásokban található különböző jelzések gyakorlatilag ugyan azt a járművet jelentik, gyakran csak az egyedi üzemekhez igazodó, minimális módosításokkal, esztétikai variációkkal, vagy gyártást gyorsító egyszerűsítésekkel.

## Katonai változatok
Mivel rendkívül megbízható és olcsó volt a hadseregek érdeklődését is felkeltette a széria. További előny jelentett, hogy elterjedt volt a civil használatban így a besorozott vezetők és szerelők jól ismerték, valamint széles alkatrészbázis állt rendelkezésre. Előnyt jelentett, hogy a Ford tervezési és gyártástámogatási rutinjának köszönhetően az eltérő üzemek saját változatainak mechanikus alkatrészei nagy részint csereszabatosak, de legalábbis átépíthetőek voltak (pl. a 3,3 és 3,6 literes motorok beépíthetőek voltak minden alvázba). Ennek az eredménye az lett, hogy a 2. világháborúban szinte az összes hadviselő nemzet rendelkezett valamilyen kivitelű Ford B vagy BB járművel. Az USA és Kanada hadereje, valamint a Wehrmacht féllánctalpas járműveket is használt a V8 teherautók bázisán. A gyártás egységesítése miatt 1938 után a katonai célra készülő V8 gépkocsik és a BB-alapú teherautók nagyrészint azonos alkatrészekből készültek.

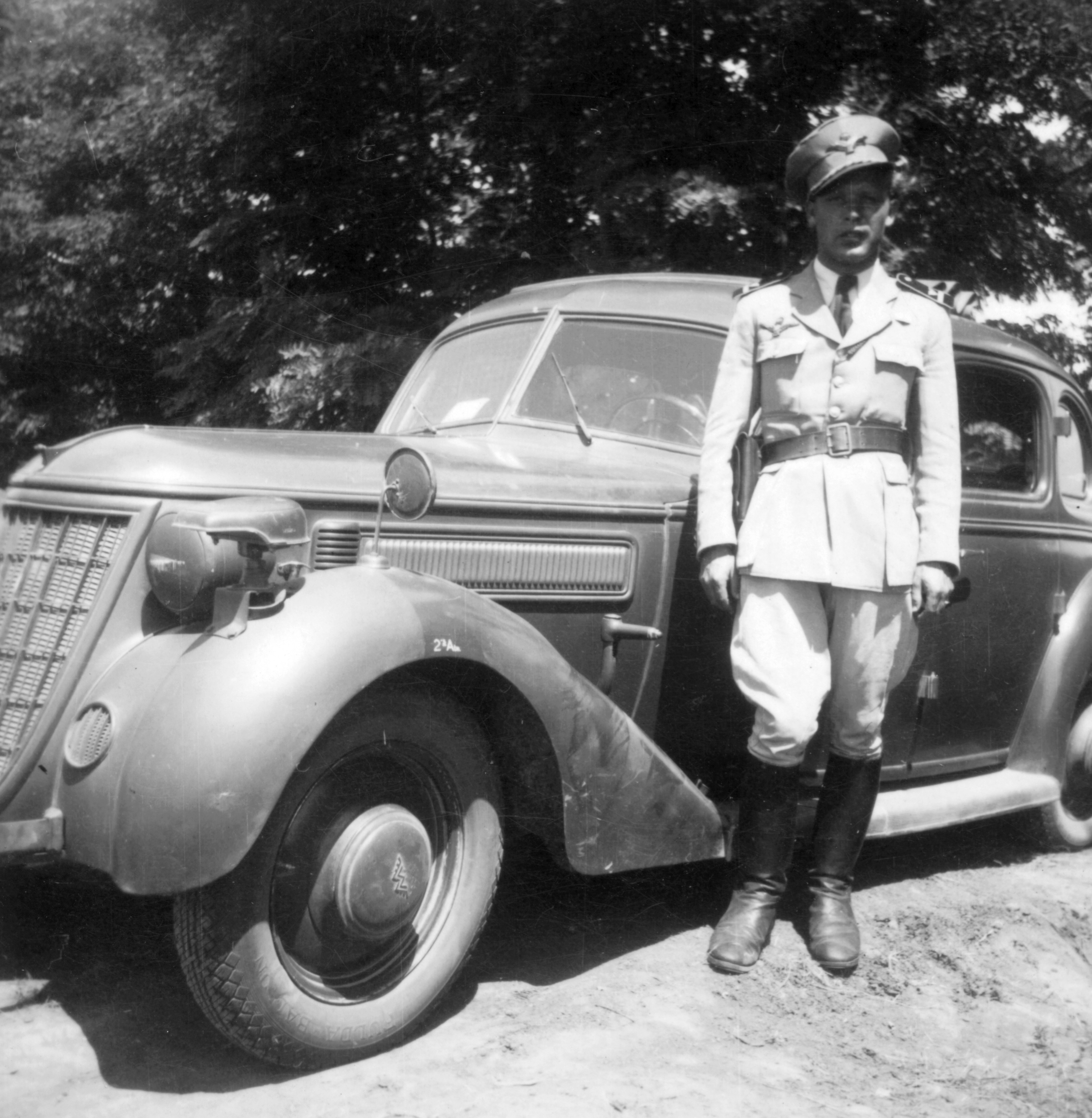
A Honvéd Légierőben használt Ford V8 gépkocsi, melynek számos alkatrésze megegyezett a V8 tehergépkocsikkal

A jármű hadi használatát elősegítette, hogy igen masszív szerkezet volt. A Ford Flathead V8 motornak számos előnye volt. Kis fordulatszámon is erőteljes volt és jó teljesítményt nyújtott terhelés mellett is. Emellett egyszerű kialakítása miatt könnyen karbantartható és javítható volt. Megbízhatósága és tartóssága hozzájárult ahhoz, hogy a Ford autói népszerűek legyenek a vásárlók körében. Egyetlen hátránya a viszonylag nagy fajlagos fogyasztás volt.
Másrészt a járművek a kielégítő hasmagasság és a motorteljesítmény miatt (a csak hátsó meghajtás ellenére is) viszonylag jó terepjáró képességekkel bírtak. A B és az 1937 Model az amerikai „dirt-track” versenyek kedvelt típusa volt, rossz állagú föld- és dűlőutakon is megbízható volt. A teherautók későbbi változatai a tömegnövekedés miatt azonban kedvezőtlenebb tömegeloszlásúak voltak. Mivel ezek már jobban terhelték az első tengelyt felázott sáros talajon nem voltak hatékonyak, ami különösen a kelet-európai fronton volt nehézség. Erre két megoldás kínálkozott: Németország és Kanada féllánctalpas kivitellel próbálkozott, melynek egyik eredménye az Sd.Kfz. 3b. típus lett, illetve az összkerékmeghajtás kialakítása, mint a német V 3000 A és a magyar 39.M. változatok.
Bár a köztudatban kevésbé ismert, mint az Opel Blitz vagy a Krupp Protze a német hadsereg közel 150 ezer Ford B és BB alvázon alapuló járművet használt 1936-tól 1945-ig.
Főbb katonai változatok:
- Modell BB – Az alapkivitel igen elterjedt járműként számos országban használatban volt, bázisán gépkocsikat, teherautókat és páncélgépkocsikat is készítettek, többek között Németországban, Angliában (Fordson) és a Szovjetunióban (GAZ) is sorozatgyártás alatt volt. 2,2-3,8L közötti lökettérfogatú motorokkal is készült 50-95 lóerő közötti teljesítményekkel.
- 77-81 – Német igényekre szabott kölni BB változat erősebb 3,6L-es motorral és felfüggesztéssel, a háború elején a Wehrmacht egyik fő teherautója volt a Krupp mellett, „Ford-Barrel-Nose-Lkw” néven is emlegették. Tehergépkocsikon kívül autóbuszok is készültek az alvázon. Európán kívül Japánban és Dél-Amerikában is gyártottak hasonló kivitelt.
- G917T és G997T – 1938-1942 között épített 90 lóerős, megerősített, 2,5 tonnás kölni kivitel. Megfelelői Kanadában a 817T, Amerikában a 86, HH és G9T, Franciaországban az F917, valamint Svédországban az 51-157 változatok voltak. Csak a német gyártás meghaladta a 25000 db-t.
- Modell V8-51 – Megerősített, kiépített műúton legfeljebb 3 t, terepen 2,5 t teherbírású kölni változat.
- A kanadai és amerikai haderő féllánctalpas T-9 változatai köztes lépcsőt alkottak a későbbi féllánctalpas csapatszállítók fejlesztésében.
- V-3000 – 1942 után a háborús gazdasághoz igazított, olcsóbban és igénytelenebb ötvözetekből gyártható változat, mely már nem tartalmazott importált alkatrészeket. Országúti (S), terepjáró (A) és egyszerűsített civil (B 3000) kivitel is készült, az országúti járműveket bulldogfülkés elrendezésben és a háború végén az anyaghiány miatt fából készült vezetőfülkével is gyártották. A civil feladatokra szánt járművek egy része 3,2L-es 4 hengeres motorral készült. Összesen több, mint 27000 db készült.
- Sd.Kfz. 3 – ~14000 db féllánctalpas terepjáró tehergépkocsi készült a kölni, amszterdami és poissy-i Ford üzemekben, főleg V 3000 alvázakat felhasználva.
- Az Universal Carrier Ford által gyártott szériái és a Loyd Carrier a V8 tehergépkocsik hajtásláncát alkalmazták.
- ”Ford V8” – A Ford B és BB alkatrészeket is használó személygépkocsik számos változata készült a Fordokat licencben gyártó üzemekben. Ezeket a világháború kitörése után a hadseregek is használtak futár, összekötő, illetve parancsnoki járműként 30 és 95 lóerő közötti teljesítményű erőforrásokkal.

A járműveket a háborúkban szállítási, tűzoltó, mentő és egyéb feladatkörökben is használták. A személygépkocsikkal (Ford B és 1937) ellentétben a teherautókból viszonylag kevés maradt fenn, mivel az intenzív igénybevétel miatt elhasználódnak.

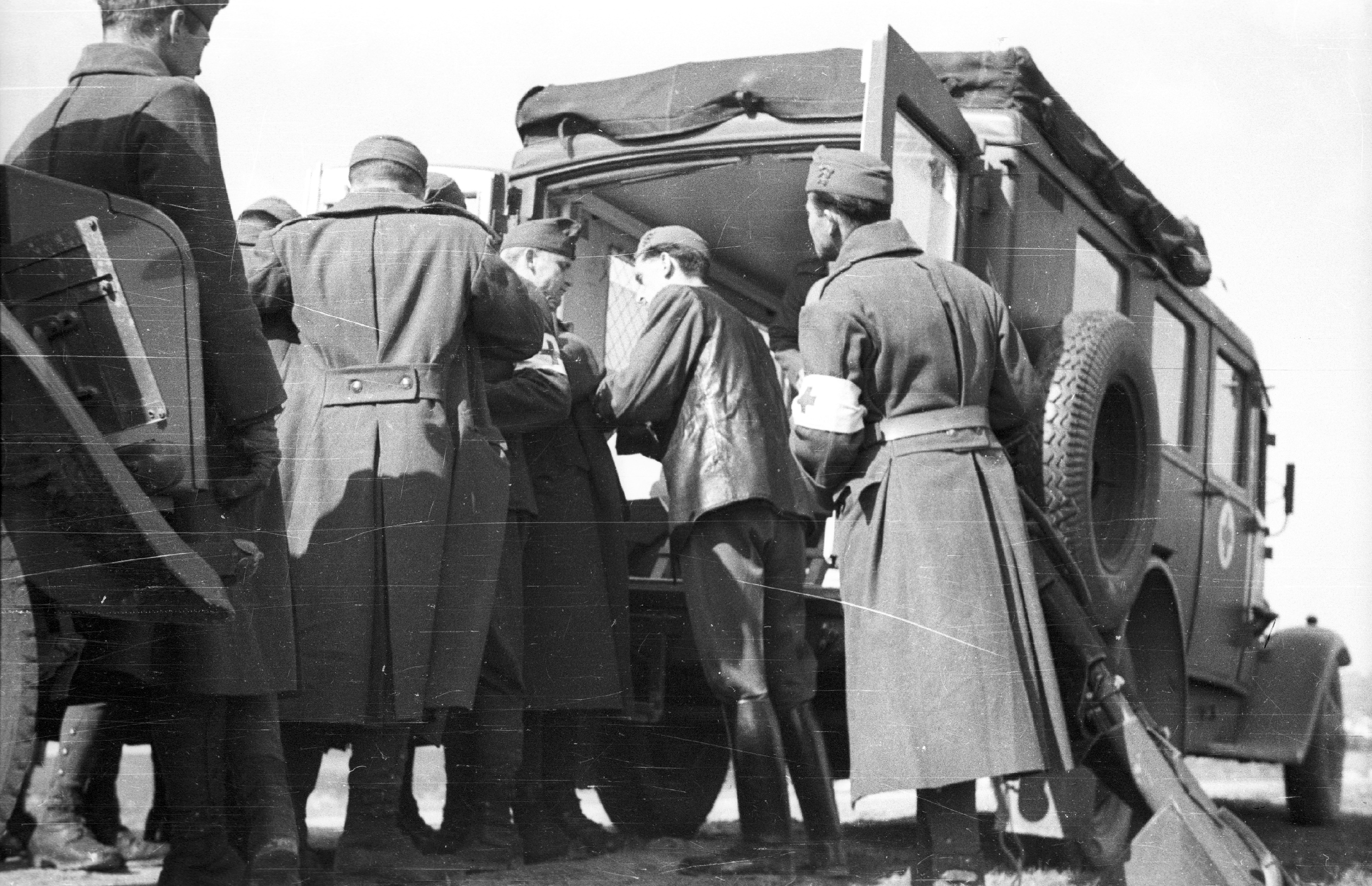
A Magyar Királyi Honvédség Ford BB (Kfz. 31) típusú mentőautója.

## Alkalmazása a Honvédségben
Magyarország 1937 és 1945 között több ütemben szerzett be Ford katonai gépkocsikat. Mivel a Honvédség állományában nagy számban a Botondon kívül egyedül a V-8-51G Fordok voltak terepjárásra alkalmas, megbízható teherautók igen ikonikussá, szeretetté váltak. A beszerzett főbb szériák: 
- G8T – 1000 db, amerikai gyártású tehergépkocsi 3,6L motorral, 90 Le, 1937.
- G917T – 785 db, kölni gyártású tehergépkocsi 3,6L motorral, 90 Le, 1937. A kölni és az amerikai teherautók néhány különbséget leszámítva (pl. osztott szélvédő) teljesen megegyeztek, így egységesen 38.M Ford 2,5 tonnás tehergépkocsi jelzéssel kerültek hadrendbe.
- V-8-51G – 1185 db, kölni gyártású tehergépkocsi 3,6L motorral, 90 Le, 1937. Ezekhez a Marmon-Herington gyár első-kerék hajtását is megvásárolták. 39.M Ford-Marmon 2,5 tonnás terepjáró tehergépkocsi megnevezéssel kerültek rendszeresítésre.
- Ford BB – 1017 db, német gyártású tehergépkocsi 3,3L motorral, 52-75 Le, 1941. Tartálykocsi, sebesülthordó (Kfz. 31) és egyéb speciális járművek alvázaként használták.
- Ford V 3000 – ? db, fotók tanulságai szerint az 1944-45 évi hadianyag-szállítások keretében nagyobb számú német tehergépkocsi került a honvédséghez, néhány lánctalpas változat is.
- Ford Eifel, Ford G78 - ? db, Ford B alapon kialakított német személygépkocsik, a katonai járművek mellett „bevonultatott” civil járművek is szolgáltak a honvédségben, így igen vegyes típusválaszték alakult ki, melyeket "V8" összefoglaló néven hívtak. Számuk több százra tehető.

A 4x2 hajtásképletű „országúti” Fordokat a honvédség ellátó és műszaki csapatai alkalmazták, valamint a gyárak a hadi és polgári termelésben. A 4x4 hajtásképletű járművekkel a két páncélos és a lovas hadosztály gépkocsizó egységeit, valamint a gyaloghadosztályok gépesített utánpótlás-szállító (korabeli kifejezéssel „vonat”) századjait látták el. A Ford személygépkocsik és teherautó-alvázon kialakított parancsnoki járművek a magasabb egységek parancsnoki és híradó járműveiként szolgáltak, valamint a tábori csendőrség is alkalmazta őket.
A honvédség 1941 után többször próbált Ford tehergépkocsikat vásárolni vagy licenszgyártást kezdeni, azonban a német fél elzárkózása miatt egyik sem valósult meg.

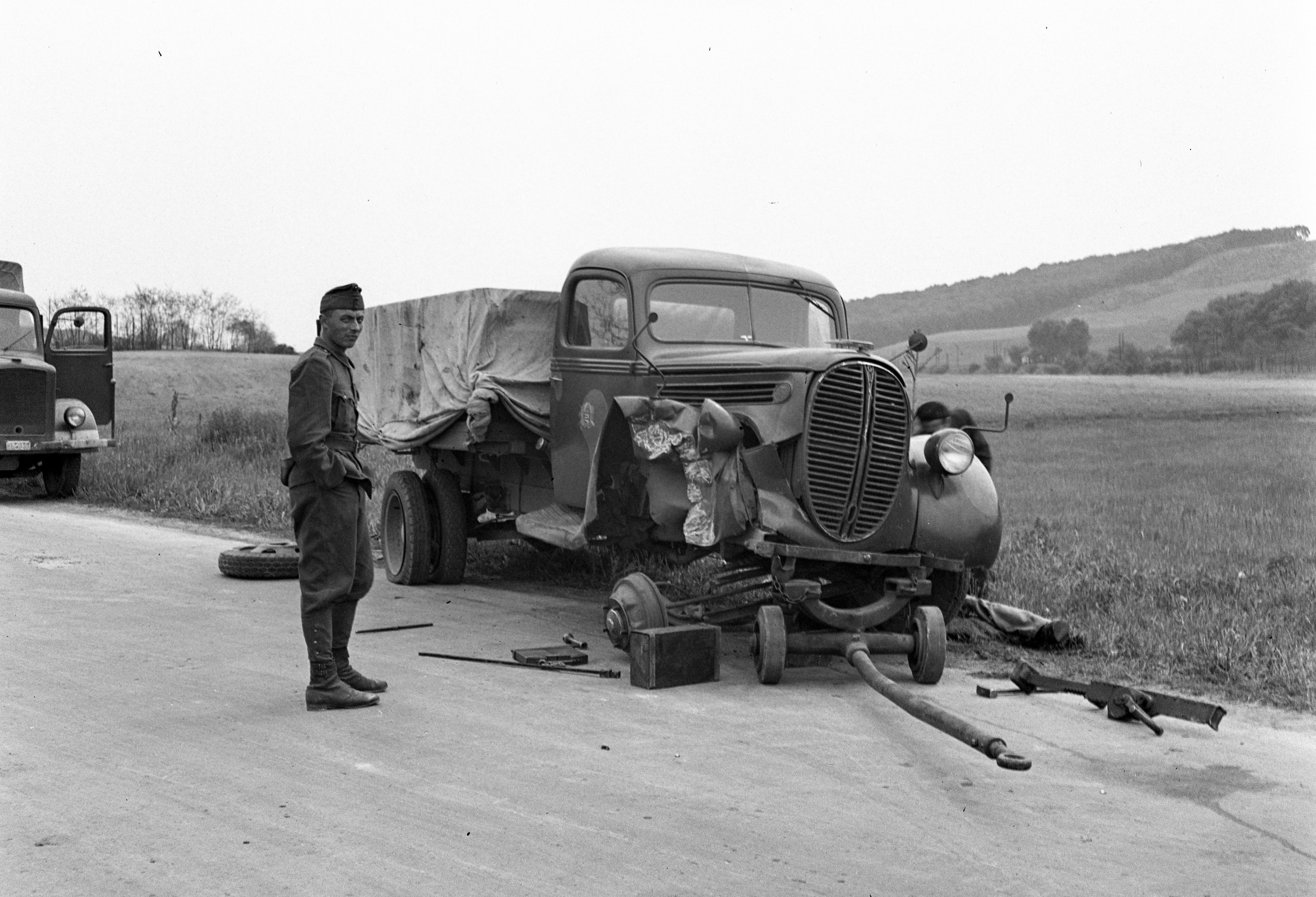
Balesetben megsérült 38. M Ford tehergépkocsi.

A járművek annyira beváltak, hogy számos alkatrészüket felhasználták a 39M Csaba páncélgépkocsi kialakításánál, azok V8 motorja a hűtőventilátort leszámítva megegyezett a Ford tehergépkocsik erőforrásával, a váltómű is a Fordokon alapuló fejlesztés volt. 

## A járművek utóélete
A háborút túlélt magyar teherautókat az 1940-es évek végén, a megmaradt Botondokkal együtt vonták ki a szolgálatból, civil használatban tovább is működhettek kis számban.
Érdekességként kiemelendő, hogy a terepjáró kivitelű német tehergépkocsikat többi változattól a „Marmon” utónévvel különböztették meg. Ezért az e járművek két oldalán tárolt 1-1 db német eredetű, jellegzetes 20 literes kannára gyorsan ráragadt a teherautó neve, így máig őrzi e típus emlékét a „marmonkanna” kifejezés.
Németországban 1948-ig folytatták a V 3000 járművek gyártását teherautó és autóbusz alvázként is. Angliában a Fordson a E71A szériát 1951-ig gyártotta. Az amerikai piacon utódja a jelentősen áttervezett első generációs F-széria volt. A V8 motorokat még egy jó évtizedig gyártották világszerte.
Manapság a B és BB járművek, valamit változataik kedveltek az old-timer közösségekben világszerte megbízható kialakításuk miatt, emellett a „hot-rod” átalakítók számára is ideális alap. Ennek köszönhetően világszerte nagy számban találhatunk működőképes járműveket.

## Fordítás
- Ez a szócikk részben vagy egészben  a   Ford-Barrel-Nose-Lkw című német Wikipédia-szócikk fordításán alapul.  Az eredeti cikk szerkesztőit annak laptörténete sorolja fel. Ez a jelzés csupán a megfogalmazás eredetét és a szerzői jogokat jelzi, nem szolgál a cikkben szereplő információk forrásmegjelöléseként.
- Ez a szócikk részben vagy egészben  a(z)   1932_Ford című angol Wikipédia-szócikk fordításán alapul.  Az eredeti cikk szerkesztőit annak laptörténete sorolja fel. Ez a jelzés csupán a megfogalmazás eredetét és a szerzői jogokat jelzi, nem szolgál a cikkben szereplő információk forrásmegjelöléseként.